# Gangchenta
Der Gangchenta (alternative Schreibweise: Kangcheta oder Gangchen Tag) ist ein Berg im östlichen Hauptkamm des Himalaya an der Grenze zwischen Bhutan und dem autonomen Gebiet Tibet. 
Der 6620 m hohe vergletscherte Berg liegt am Rande des Jigme-Dorji-Nationalparks, 14 km westlich vom Bergdorf Laya. Der Chomolhari liegt etwa 40 km südwestlich, der Tongshanjiabu 40 km östlich. Die Südostflanke des Gangchenta wird über den Mo Chhu, den rechten Quellfluss des Puna Tsang Chhu, entwässert. Der Nordhang des Gangchenta liegt im Einzugsgebiet des tibetischen Sees Duoqing Co. 
Gemäß dem Himalayan Index ist der Gangchenta noch unbestiegen.